# Žiroskopska vadbena priprava
Žiroskopska vadbena priprava je pripomoček za vadbo zapestja kot del fizičnega zdravljenja, ali za pridobivanje moči v rokah in prstih. Lahko se uporablja tudi pri edinstveni predstavitvi nekaterih vidikov dinamike pri vrtenju. Pripravo sestavlja plastična ali kovinska lupina velikosti teniške žogice okrog prosto vrteče mase, ki se jo lahko požene s pomočjo kratke navite vrvice ali z gibom palca. Ko se žiroskop v notranjosti priprave giblje dovolj hitro, se lahko pripravo s krožnimi gibi zapestja pospeši do velikih hitrosti.